# 山梨県道813号光子沢大野線
山梨県道813号光子沢大野線（やまなしけんどう813ごう みつござわおおのせん）は、山梨県南巨摩郡身延町光子沢から同町大野に至る一般県道である。

## 概要
かつては中間地点の清子地内で分断され、大野 - 清子間を県道812号、清子 - 光子沢間を県道813号としていたが、道路が一本化したため、812号は813号に吸収される形で消滅した。
本州においては最も大きな番号を持つ県道である。

### 路線データ
- 起点：山梨県南巨摩郡身延町光子沢（北緯35度19分24秒 東経138度26分5.5秒、国道52号交点）
- 終点：山梨県南巨摩郡身延町大野（身延橋西詰交差点(北緯35度21分54秒 東経138度26分59.5秒 / 北緯35.36500度 東経138.449861度)＝県道9号交点）
- 陸上距離：7.2km

## 通過する自治体
- 山梨県南巨摩郡身延町

## 交差・接続する道路
- 国道52号
- 山梨県道9号市川三郷身延線

## 周辺
- 本遠寺